# Larry Christiansen
Larry Christiansen (Riverside, 27 giugno 1956) è uno scacchista statunitense, Grande maestro.
Dopo aver vinto nel 1973, 1974 e 1975 il campionato statunitense juniores, vinse il campionato statunitense assoluto nel 1980, 1983 e 2002. Vinse per tre volte anche il campionato americano open (U.S. Open).
Divenne grande maestro a 21 anni nel 1977 dopo aver vinto il torneo di Torremolinos, senza essere mai stato Maestro Internazionale.
Ha partecipato con la nazionale USA a nove olimpiadi degli scacchi dal 1980 al 2002, col risultato complessivo di +37 =40 – 12 (64 %). Ha vinto cinque medaglie di squadra, tra cui un argento alle olimpiadi di Novi Sad 1990.
Tra gli altri risultati i seguenti:
- 1979: 1º al torneo di Linares
- 1981: =1º con Anatolij Karpov a Linares
- 1988: 1º a Colonia
- 1994: 1º a Wiesbaden
- 1998: 1º nel Reykjavík Open
- 1999: 1º a Essen
- 2001: 1º nel campionato canadese open
- 2008: 1º a Curaçao